# Soera Luqman
Soera Luqman is een soera van de Koran.
De soera is vernoemd naar Luqman. Luqman waarschuwt in deze soera zijn zoon geen afgoden te dienen, de salat te verrichten, niet arrogant te zijn en een goed leven te leiden. De soera vraagt verschillende keren of de gelovige ziet dat bepaalde gebeurtenissen en zaken in de hand van God liggen.

## Bijzonderheden
Ayat 27 t/m 29 zouden zijn geopenbaard in Medina.
Luqman wordt beschreven als een wijs persoon. Er zijn verschillende theorieën over zijn afkomst. Hij zou afkomstig geweest zijn uit Ethiopië, Nubië of Egypte.